# Martha Luella Hilend
Martha Luella Hilend de Kinsey (El Paso, 11 de mayo de 1902 - San Francisco, 14 de noviembre de 1964) fue una botánica, y curadora estadounidense. Se desarrolló académicamente en el Herbario Jepson de la Universidad de California en Berkeley, siendo autoridad reconocida en el género Galium del Nuevo Mundo

## Eponimia
- (Rubiaceae) Galium hilendiae Dempster & Ehrend.[3]